# Jean Moulin
Jean Moulin (Béziers, 20 de junio de 1899 - Metz, 8 de julio de 1943) fue un funcionario público y miembro de la resistencia francesa que consiguió unificar las principales redes de la Resistencia francesa, un acto único en Europa. Fue el primer Presidente del Consejo Nacional de la Resistencia  durante la Segunda Guerra Mundial, desde el 27 de mayo de 1943 hasta su muerte menos de dos meses después.
Prefecto en Aveyron (1937-1939) y Eure-et-Loir (1939-1940), hoy se le recuerda como uno de los principales héroes de la Resistencia francesa y por sus esfuerzos por unificarla bajo Charles de Gaulle. Fue torturado por el oficial alemán Klaus Barbie mientras estaba bajo custodia de la Gestapo. Su muerte se registró en la estación de Metz. Yace enterrado en el Panteón de París.

## Biografía

### Antes de la guerra
Jean Moulin nació en Béziers, Francia, hijo de Blanche y de Antoine-Émile Moulin. Nació en el número 6 de la calle de Alsacia, delante del Campo de Marte. Su padre, profesor de historia y geografía, consejero general radical-socialista y humanista, tendrá una influencia muy grande sobre él. Durante su feliz infancia, al lado de su hermano Joseph y su hermana Laure, desarrolló su talento por el dibujo, que le sería muy útil más adelante. Se graduó en 1917, y se inscribió en la Facultad de Derecho de Montpellier y entró paralelamente en la masonería por medio de su padre.
Se alistó en el ejército en 1918, en el 2.º Regimiento de Ingenieros. Tras una formación acelerada se instala en Charmes, Vosgos el 25 de septiembre del mismo año y estaba preparado para ir al frente justo en el momento en el que se proclamó el armisticio de la Primera Guerra Mundial, por lo que no pudo actuar en ella. Seguidamente, fue enviado a Verdún, en el departamento de Mosa, y después a Chalon-sur-Saône; allí será carpintero y telefonista, entre otras funciones. En noviembre de 1919 sale del ejército y vuelve a Montpellier.
La calidad de su trabajo hace que lo nombren jefe adjunto de gabinete a finales de 1920. Obtuvo la licenciatura de derecho en 1921 y pasa a ser el vicepresidente de la Unión General de Estudiantes de Montpellier y miembro de las Juventudes Laicas y Republicanas. Al año siguiente, entra en la administración prefectoral como jefe de gabinete del prefecto de Saboya, puesto muy importante para la edad que entonces tenía, bajo la presidencia de Alexandre Millerand.
Entre 1925 y 1930 Jean Moulin es subprefecto de Albertville, siendo él el subprefecto más joven de Francia, bajo la presidencia de Gaston Doumergue. En esta época, en 1926, se casó con Marguerite Cerruti, pero se divorció casi dos años después. 
En 1930, su carrera política le hizo llegar a la subprefectura de Châteaulin, Finisterre. Durante esta etapa conoció a varios poetas locales, como Saint-Pol-Roux en Camaret y Max Jacob en Quimper. Igualmente, fue ilustrador de Tristan Corbière. Paralelamente, publicó varias caricaturas y dibujos humorísticos en la revista Le Rire [La risa] bajo el pseudónimo de Romanin.
En diciembre de 1932, Pierre Cot, político radical-socialista, lo nombra jefe adjunto de su gabinete de Asuntos Exteriores bajo la presidencia de Paul Doumer. Un año más tarde, siendo subprefecto de Thonon-les-Bains, ocupó la jefatura del gabinete del propio Pierre Cot en el Ministerio del Aire, bajo la presidencia de Albert Lebrun.
En 1934, es subprefecto de Montargis y secretario general de la prefectura de Somme en Amiens.
En 1936, es nombrado de nuevo jefe de gabinete en el Ministerio del Aire del Frente Popular, desde donde ayuda al bando republicano en la guerra civil española enviándoles aviones y pilotos. Al año siguiente se convierte en el prefecto más joven de Francia, en Aveyron, a la edad de 38 años. Posteriormente, ocupa la prefectura de Charente.

### La Resistencia francesa
En 1939 es nombrado prefecto del departamento de Eure y Loir, Chartres. Siendo sargento en la reserva, quiso volver a las filas, pero la Administración lo obligó a conservar su puesto, en el que se encargaba de asegurar la seguridad de la población.
Al año siguiente, en 1940, es detenido bajo el régimen de Vichy a manos de los alemanes al no acusar a una tropa de tiradores africanos del Ejército francés de haber cometido ciertas atrocidades contra civiles en La Taye, una población cercana a Saint-Georges-sur-Eure, cuando en realidad, esas víctimas lo fueron de una serie de bombardeos alemanes. Mientras estuvo detenido intentó suicidarse cortándose la garganta con un vidrio, pero fracasó y la herida le dejó una cicatriz que siempre intentó esconder con una bufanda.
Debido a sus ideas republicanas de izquierdas como radical-socialista y a su pertenencia a la masonería, es echado de la administración pública por el mariscal Philippe Pétain el 2 de noviembre del mismo año. Se instaló entonces en su casa familiar de Saint-Andiol, Bocas del Ródano, desde donde tras una llamada del general De Gaulle desde Londres, empieza a tomar contacto con la Resistencia francesa y termina formando parte de ella.
En septiembre de 1941 va a Londres, tras pasar por España y Portugal por sus propios medios y bajo el sobrenombre de Joseph Jean Mercier. Es recibido por De Gaulle a quien entrega un dossier explicándole el estado en el que se encuentra la Resistencia francesa y todo lo que necesita, principalmente dinero y armamento. Este dossier dará lugar a numerosas controversias por parte de los movimientos de resistencia ya que sus efectos perturbaron las acciones de información en provecho del Ejército inglés y las de financiación y aprovisionamiento de armas de los grupos especialmente apoyados por los británicos.
Apoyándose en la inteligencia y capacidad de Jean Moulin, De Gaulle le encarga unificar los diferentes movimientos de resistencia y todos sus diferentes servicios —propaganda, información, sabotaje, entrenamiento, etc.— en el territorio francés y concretamente el importante movimiento Combat, dirigido por Henri Frenay, con el fin de construir un ejército secreto de fuerzas francesas libres bajo sus órdenes. También se entrevistó durante esta época con otros hombres influyentes como Emmanuel d'Astier de la Vigerie, Jean-Pierre Lévy, Pierre Villon o Pierre Brossolette. Con las órdenes marcadas, los medios financieros necesarios y comunicación directa con el general De Gaulle, que se encontraba en Londres, Jean Moulin es lanzado en paracaídas sobre la región del macizo de las Arpilles, en los Alpes de Saboya, el 1 de enero de 1942 y toma el sobrenombre de Rex, y más tarde, el de Max.
En febrero de 1943 regresó a Londres, junto a Charles Delestraint, jefe del naciente ejército secreto francés, elegido por los movimientos de resistencia y por De Gaulle para dirigir sus acciones militares bajo sus órdenes. Allí recibió de manos de De Gaulle la condecoración de la Cruz de la Liberación. Se reconoce a partir de entonces a De Gaulle y al propio Jean Moulin como jefes políticos de la Resistencia. Pese a esto, Moulin sólo reconocía a De Gaulle como dirigente incontestable de la Resistencia francesa.
El 21 de marzo de ese mismo año regresa, haciéndose llamar Max, con la tarea de formar el Consejo Nacional de la Resistencia o CNR, una tarea difícil, ya que debía unir a todos los grupos clandestinos que tenían ideologías muy diversas. El 27 de mayo de 1943 tuvo lugar la primera sesión del CNR en París, en el domicilio de Moulin y este trabajó con los tres grandes dirigentes de los grupos resistentes, que eran Henri Frenay, Jean-Pierre Lévy y Emmanuel d'Astier.
Con esfuerzo, consiguió hacerse admitir como jefe del CNR, que reunía a todos los jefes de todos los grupos de la Resistencia francesa. El CNR representa, por tanto, la unidad de las fuerzas militares secretas francesas reconstituidas con el general De Gaulle como único jefe de este ejército y jefe político de Francia. Esto era importante por el reconocimiento a los ojos de los Aliados de la legitimidad del gobierno de Francia en el exilio y de la propia Resistencia. 
Esta unión favoreció la creación del gran maquis de Vercors con los movimientos socialistas y comunistas. Este maquis constituyó un grupo militar muy importante pero vulnerable al tener técnicas de guerrilla y sería destruido en 1944.

### Arresto y tortura
En junio de 1943, otro miembro de la Resistencia, René Hardy fue arrestado y torturado por la Gestapo, finalmente fue liberado y al salir de la prisión, el 21 de junio, se dirigió a la casa de un doctor de nombre Frédéric Dugoujon en Caluire-et-Cuire, Ródano, en la periferia de Lyon, donde había una reunión con los principales jefes de la Resistencia, entre los que se encontraba Jean Moulin.
La Gestapo, que obviamente le seguía los pasos, irrumpe en la casa arrestando a todos los presentes. Después de que Jean Moulin fue identificado e interrogado por el jefe de la Gestapo local, Klaus Barbie, apodado «el Carnicero de Lyon», en el Fuerte Montluc de Lyon, es enviado a la Gestapo de París, donde es torturado. 
Según testigos, le torturaron de manera sádica; a él y a sus hombres les sacaron las uñas de los dedos utilizando agujas calientes a manera de espátulas. Además, sus dedos fueron colocados en los quicios de las puertas y estas fueron cerradas una y otra vez hasta que se le quebraron los nudillos. Luego le apretaron las esposas hasta que penetraron su piel y le quebraron los huesos de las muñecas. Debido a que todavía se negaba a hablar, lo golpearon hasta que su rostro quedó irreconocible y cayó en coma. Después, Barbie ordenó que Moulin fuera colocado en una oficina y que fuera mostrado a todos los miembros de la Resistencia que no colaboraran con los nazis hasta que Moulin cayó en coma. La última vez que fue visto con vida, seguía en coma y su cabeza estaba hinchada y envuelta con vendajes. Fue enviado a Berlín en tren desde París para ser interrogado de nuevo, pero murió en el camino, a la altura de Metz, el 8 de julio de 1943.

### Homenaje
Los restos de Jean Moulin fueron enterrados inicialmente en el Cementerio de Père-Lachaise pero el 19 de diciembre de 1964, celebrando los veinte años de la liberación, y bajo la presidencia del general De Gaulle, sus cenizas fueron trasladadas al Panteón de París. Durante la ceremonia el entonces Ministro de Cultura, André Malraux, leyó un célebre discurso que él mismo había compuesto, seguido de una interpretación coral del Chant des Partisans, himno de la Resistencia. Hizo de Jean Moulin el símbolo del heroísmo francés, de toda la Resistencia asociándole todos los resistentes franceses, héroes de las sombras, conocidos o desconocidos, que permitieron liberar a Francia con el precio de su sufrimiento, su vida y su ideología de libertad. 

Como Leclerc entró en Los Inválidos, con su cortejo de exaltación de sol de África y combates en Alsacia, entra aquí, Jean Moulin, con tu terrible cortejo. Con los que como tú murieron en las mazmorras sin haber hablado e incluso, quizás aún más atroz, habiendo hablado. Con todos los desaparecidos y rapados en los campos de concentración. Con el último cuerpo tembloroso de las terribles filas de Noche y Niebla finalmente derribado a culatazos. Con las ocho mil francesas que no volvieron de los presidios. Con la última mujer muerta en Ravensbrück por haber dado asilo a uno de los nuestros. Entra, con el pueblo nacido de la sombra y desaparecido con ella - nuestros hermanos en la Orden de la Noche.
[...]
Escucha hoy, juventud de Francia, lo que fue para nosotros el Cántico de la Desdicha. Es la marcha fúnebre de las cenizas que entran aquí ahora. Junto a las de Carnot con los soldados del año II, las de Victor Hugo con Los Miserables, de las de Jaurès veladas por la Justicia, que descansen con su largo cortejo de sombras desfiguradas. Que hoy, juventud, puedas pensar en este hombre como si hubieras acercado tus manos a su pobre cara deformada del último día, a sus labios que no hablaron, pues ese día ésa era la cara de Francia».

Fue retransmitido en numerosos centros y sus grabaciones pueden ser escuchadas en la audioteca del Centro Georges Pompidou.
Hoy día, muchos colegios, institutos, escuelas y una universidad (Lyon III) llevan el nombre de Jean Moulin, incluido, naturalmente, el instituto de Béziers, su ciudad natal. Su nombre figura en los primeros puestos de entre los nombres de calles más usados en Francia.
Jean Moulin se ha convertido en el resistente más célebre y el más aclamado de Francia. Como se explica en su biografía, es el único del que prácticamente todos los franceses conocen su nombre y su cara, en particular, gracias a su célebre foto en blanco y negro, con la bufanda y el sombrero. A riesgo de hacer olvidar a otros grandes organizadores del ejército secreto, y de relegar a las sombras a otros mártires heroicos de la lucha clandestina como Pierre Brossolette, Jean Cavaillès o Jacques Bingen, Jean Moulin se ha convertido en el símbolo y la cara de la Resistencia francesa.

## Premios
- Caballero de la Legión de Honor
- Compañero de la Liberación - por decreto del 17 de octubre de 1942 —bajo el pseudónimo de caporal Mercier—
- Medalla militar
- Cruz de la guerra 1939-1945
- Caballero del Mérito Agrícola
- Medalla conmemorativa de la Gran Guerra
- Medalla de la Educación Física
- Medalla de Honor de Seguros Sociales (Ministerio de Trabajo)
- Médaille de la Prévoyance Sociale
- Medalla de la Asistencia (Ministerio de la Sanidad Pública)
- Caballero de la Corona de Italia (1926)
- Orden de Jade (China, 1938)

## Controversias
René Hardy estaba siendo seguido por la Gestapo cuando acudió a la reunión de Caluire, ya que había sido detenido anteriormente. Debido a esto, hay quienes creen que Hardy era un traidor y quienes piensan que todo se debió a una imprudencia fatal. Hubo algunos resistentes, como Lucie Aubrac, que trataron incluso de asesinarlo. Tras haberse unido varios sectores de la Resistencia, es juzgado en dos ocasiones por esta sospecha de traición, pero en ambas resultó inocente, al concedérsele el beneficio de la duda.
La controversia volvió a surgir durante el proceso de Klaus Barbie. Su abogado, Jacques Vergès, insinuó que los esposos Aubrac traicionaron a Jean Moulin y que le hicieron firmar un "testamento" ante Barbie. Algunos historiadores y periodistas toman ese testamento como prueba o se apoyan en documentos de la KGB para denunciar lo que a ellos les parecían relaciones entre el estalinismo y la resistencia.